# موسولنته
موسولنته (به ایتالیایی: Mussolente) یک کومونه در ایتالیا است که در استان ویچنزا واقع شده‌است. موسولنته ۱۵٫۳۶ کیلومتر مربع مساحت و ۷٬۷۶۰ نفر جمعیت دارد و ۱۱۷ متر بالاتر از سطح دریا واقع شده‌است.

## خواهرخوانده
شهر اوماگ خواهرخواندهٔ موسولنته هست.